# Махат
Махат (др.-греч. Μαχάτας) — знатный элимиец, живший в IV веке до н. э.

## Биография
Махат происходил из знатного элимийского рода. Его отцом был, по всей видимости, Дерда II, а братом — Дерда III.
После покорения верхнемакедонских княжеств многие представители местных знатных родов получили различные государственные посты при царском дворе и породнились с нижнемакедонской аристократией. Так вероятная сестра Махата Фила стала одной из жён самого македонского царя Филиппа II. Тем не менее, по замечанию Дройзена И. Г., в отношениях между Филиппом II и отдельными представителями элимийского семейства оставалась сохраняться некоторая натянутость, которая не всегда скрывалась. Из сообщения Плутарха известен ход одного судебного процесса, на котором председательствовал царь, когда Махат едва смог добиться вынесения справедливого решения.
Согласно Арриану, сыновьями Махата были Гарпал — близкий друг Александра Македонского и его казначей, а также индийский сатрап Филипп.